# Кольбуды (гмина)
Кольбуды (пол. Kolbudy) — сельская гмина (волость) в Польше, входит как административная единица в Гданьский повет, Поморское воеводство. Население — 11 379 человек (на 2004 год).

## Демография
Данные по переписи 2004 года:
| Перепись                       | Всего   | Всего | Женщины | Женщины | Мужчины | Мужчины |
| ------------------------------ | ------- | ----- | ------- | ------- | ------- | ------- |
| Единицы                        | человек | %     | человек | %       | человек | %       |
| Население                      | 11 379  | 100   | 5779    | 50,8    | 5600    | 49,2    |
| Плотность населения (чел./км²) | 137,4   | 137,4 | 69,8    | 69,8    | 67,6    | 67,6    |

## Селения
| Село               | Население  |
| ------------------ | ---------- |
| Бабидул            | 128        |
| Баково             | 905        |
| Белькувко          | 1127       |
| Бялково            | 317        |
| Бушковы Горне      | 567        |
| Чапельськ          | 462        |
| Голябково          | нет данных |
| Янково-Гданське    | 954        |
| Кольбуды           | 3635       |
| Ковале             | 4536       |
| Крымки             | нет данных |
| Лапино             | 625        |
| Лисевець           | 331        |
| Люблево-Гданське   | 1559       |
| Мечучинские Хросты | нет данных |
| Новины             | 101        |
| Острожки           | 168        |
| Отомин             | 983        |
| Пренгово           | 949        |
| Жмиево             | нет данных |

## Соседние гмины
- Гданьск
- Гмина Прущ-Гданьски
- Гмина Пшивидз
- Гмина Тромбки-Вельке
- Гмина Жуково